# 法蘭斯高·祖利亞
法蘭斯高·祖利亞（葡萄牙語：Francisco Santos da Silva Júnior，1992年1月18日—）是葡萄牙的職業足球運動員，司職中場，現效力加斯梅登。

## 外部連結
- Player profile （页面存档备份，存于） at Everton
- 足球数据库：Francisco Júnior的球员统计数据
- Soccerway資料庫：法蘭斯高·祖利亞